# Connor Scutt
Connor Scutt (Carshalton, 15 april 1996) is een Engelse darter die uitkomt voor de PDC.

## Carrière
Tijdens de UK Q-School van 2022 wist Scutt zijn Tour Card te behalen door als derde te eindigen in de UK Q-School Order of Merit.
Hij kwalificeerde zich voor het WDF World Darts Championship 2022, waar hij mocht spelen nadat hij speciale dispensatie had gekregen van de PDC, maar hij zou in de eerste ronde verliezen van de Canadees Shawn Burt.
In 2024 won Scutt bij de WDF de Denmark Open. Hij versloeg onder meer Benjamin Pratnemer, Brian Raman en Mark Graham onderweg naar de finale en won daarin met 5-1 van Jimmy van Schie. Hetzelfde jaar schreef hij bij de PDC Challenge Tour 13 op zijn naam door Dragutin Horvat te verslaan in de finale. Ook won hij Challenge Tour 17. Aan het einde van het Challenge Tour-seizoen, in november, stond Scutt op de eerste plek op de bijbehorende ranglijst. Zo bemachtigde hij een Tour Card en daarmee toegang tot het professionele circuit voor de volgende twee jaar.
Daarnaast won Scutt in 2024 de British Classic. Om de finale te halen versloeg hij onder meer Scott Waites, Kai Fan Leung en Gary Robson. In de finale won Scutt vervolgens met 5-2 van Josh Clough.
Door Martin Lukeman, Mario Vandenbogaerde en Daryl Gurney te verslaan bereikte Scutt de kwartfinale van de Players Championship Finals 2024, waarin Dirk van Duijvenbode te sterk was.

## Resultaten op wereldkampioenschappen

### WDF
- 2022: Laatste 48 (verloren van Shawn Burt met 0-2)

### PDC
- 2024: Laatste 64 (verloren van Gerwyn Price met 0-3)
- 2025: Laatste 64 (verloren van Damon Heta met 1-3)